# 21 Jump Street
|  | Per a altres significats, vegeu «Jump Street». |

21 Jump Street és una sèrie de televisió nord-americana d'investigació policial que es va emetre a la cadena Fox des del 12 d'abril de 1987 fins al 27 d'abril de 1991, amb un total de 103 episodis. La sèrie se centra en un grup d'agents de la policia secreta que investiguen crims a les escoles secundàries, escoles superiors i altres llocs freqüentats per adolescents. El 2012 s'estrenà la pel·lícula d'acció i comèdia basada en la sèrie de televisió sota el mateix nom 21 Jump Street seguida de la seqüela de 2014 22 Jump Street.

## Repartiment
A continuació es mostra el repartiment de la sèrie:
- Johnny Depp és Patruller/Oficial Tom Hanson (1987–1990).
- Holly Robinson és Sergent Judith "Judy" Hoffs (1987–1991).
- Peter DeLuise és Oficial Douglas "Doug" Penhall (1987–1990).
- Dustin Nguyen és Sergent Harry Truman Ioki/Vinh Van Tran (H.T. Ioki) (1987–1990).
- Frederic Forrest és Capità Richard Jenko (temporada 1, primers 6 episodis).
- Steven Williams és Capità Adam Fuller (1987–1991).
- Sal Jenco és Sal "Blowfish" Banducci (1987–1990).
- Richard Grieco és Detectiu Dennis Booker (1988–1989).
- Yvette Nipar és Jackie Garrett (1988-1989).
- David Barry Gray és Oficial Dean Garrett (1990).
- Alexandra Powers és Oficial Kati Rocky (1990).
- Michael DeLuise és Oficial Joseph "Joey" Penhall (1990–1991).
- Michael Bendetti és Oficial Anthony "Mac" McCann (1990–1991).